# Cybalomia fulvomixtalis
Cybalomia fulvomixtalis là một loài bướm đêm trong họ Crambidae.